# Lantana
- Commons
- Wikispecies

Lantana L. é um género com cerca de 530 espécies de plantas perenes, originário da Índia e nativo das regiões tropicais da América e África.
Inclui plantas herbáceas e arbustos, atingindo até 2 m de altura.
O gênero foi descrito por Carl Nilsson Linnæus no ano de 1753.
É dividido em cerca de 530 espécies, incluindo:
- Lantana camara (sin. L. aculeata ou L. armata)
- Lantana montevidensis
- Lantana rugulosa
- Lantana tiliifolia
- Lantana trifolia

As plantas mais comuns são as Lantana camara, seguidas das Lantana montevidensis e híbridos entre as duas.

## Nomes populares
Cambará-de-jardim, lantana-cambará, camarazinho.
Algumas espécies são invasivas e são consideradas daninhas em determinadas áreas da Ásia meridional, África meridional e Austrália.

## Flores e bagas
As flores são agrupadas em hastes florais aromáticas e florescem quase o ano inteiro.
Apresentam várias cores, com destaque para as cores vermelha, amarela, laranja e branca.
Atraem agentes polinizadores como borboletas, insectos e pássaros.
As bagas da lantana são tóxicas para o homem.
Em animais de produção pode causar fotossensibilização secundária (hepatógena).

## Cultivo e uso

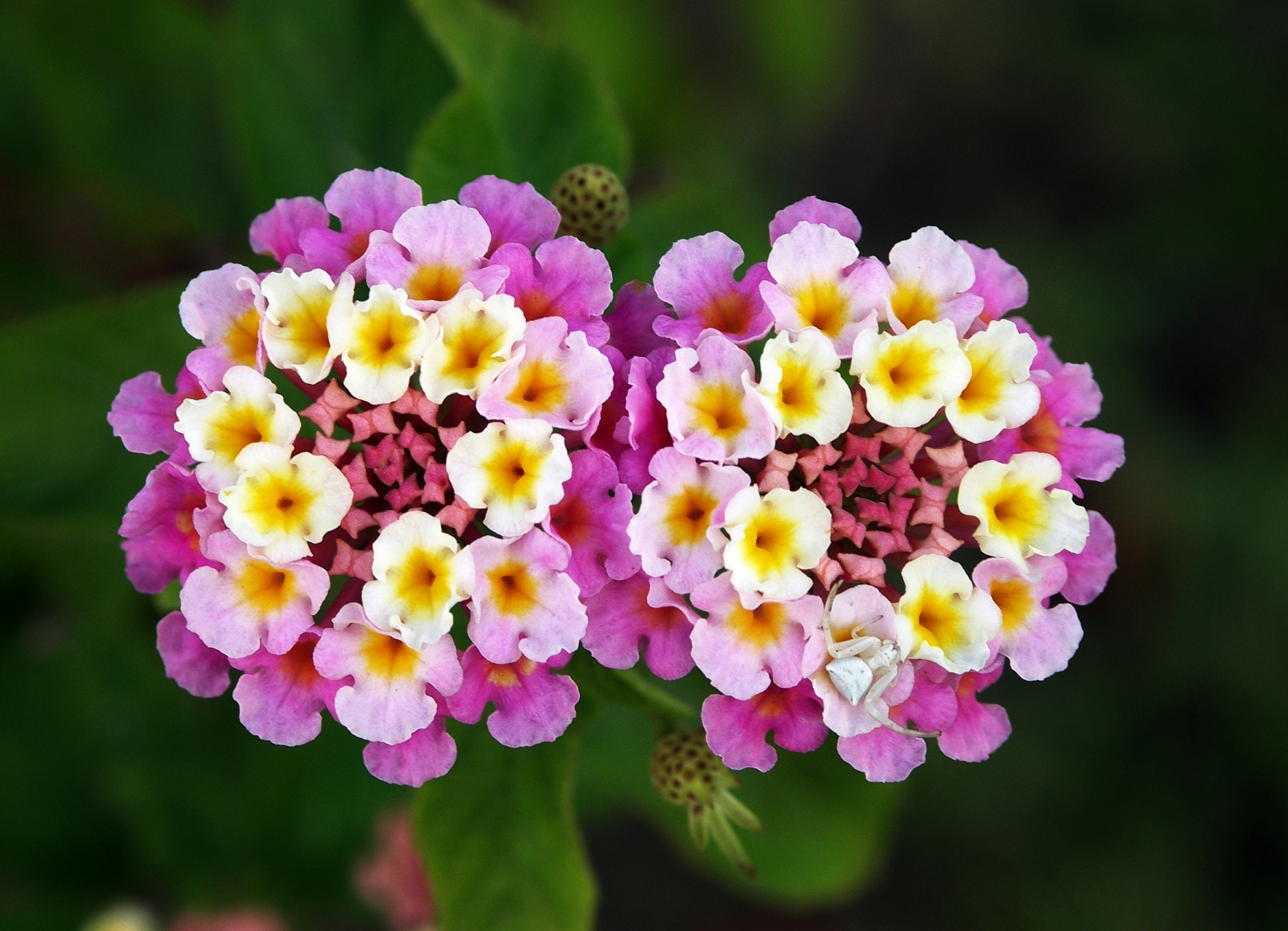
Flores de lantana camara com aranha (Misumenoides formocipes) esperando a presa.

É largamente cultivada para bordaduras e maciços em climas tropicais e subtropicais, devido às cores das suas flores.
Em climas temperados cultiva-se como planta anual.
Exige poucos cuidados por ser uma planta rústica.
Gosta de clima quente e úmido e solo arenoso e rico em matéria orgânica.
Precisa ser regada com frequência nos primeiros meses após o plantio e uma vez por quinzena quando não chover.
Prefere sol pleno. É bom podar apenas os ramos secos, doentes ou mal formados.
Propaga-se no verão através da estaquia da ponta de ramos.

### Adubação
Adubar uma vez por ano com farinha de osso, farinha de peixe ou torta de algodão.
Usar fosforita superfosfato e termofosfato ou NPK rico em fósforo.

### Males
A aranhinha-vermelha é uma praga comum.

## Classificação do gênero
| Sistema | Classificação                        | Referência               |
| ------- | ------------------------------------ | ------------------------ |
| Linné   | Classe Didynamia, ordem Angiospermia | Species plantarum (1753) |

## Galeria de imagens

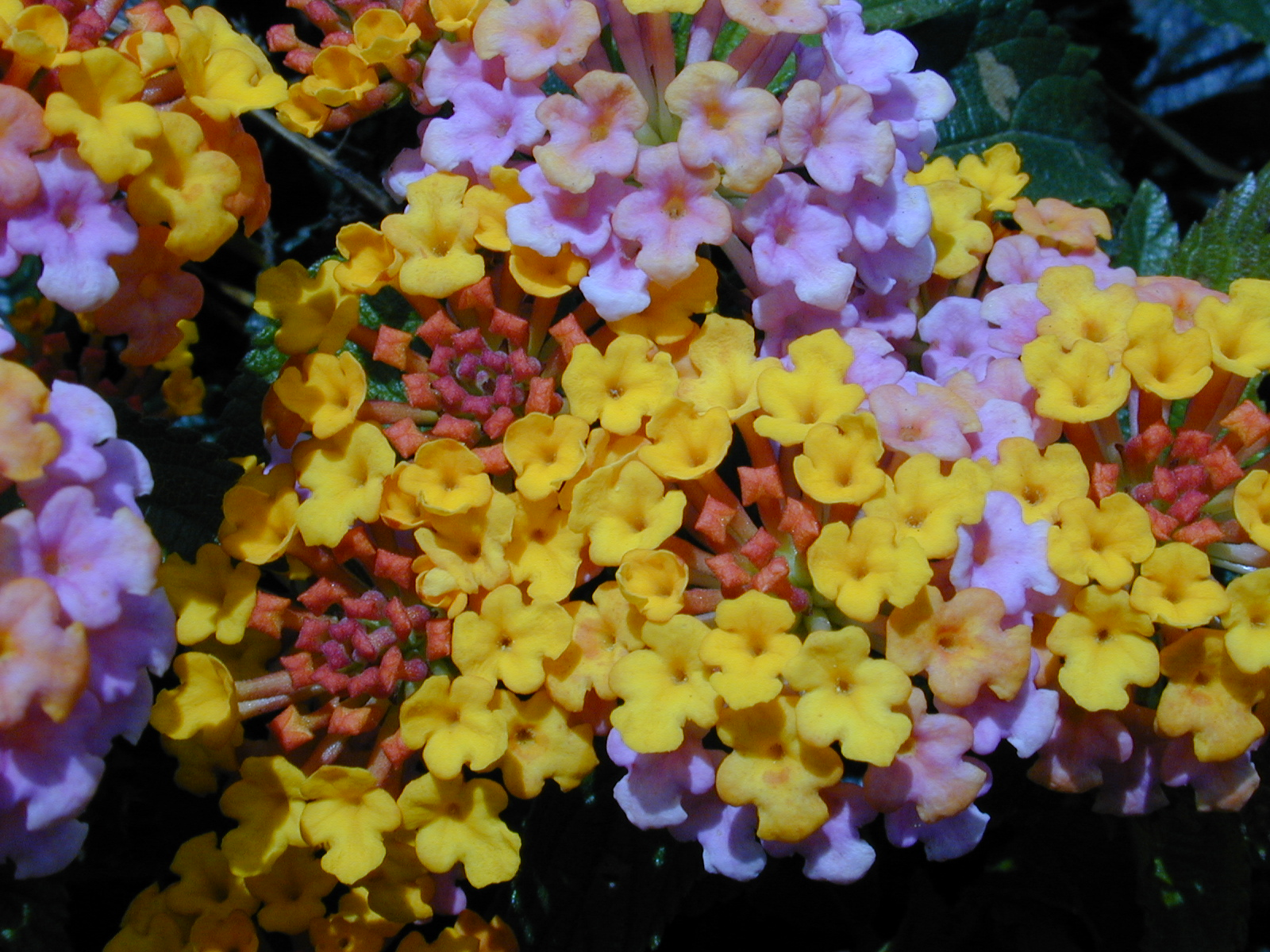
Cultivars de Lantana camara
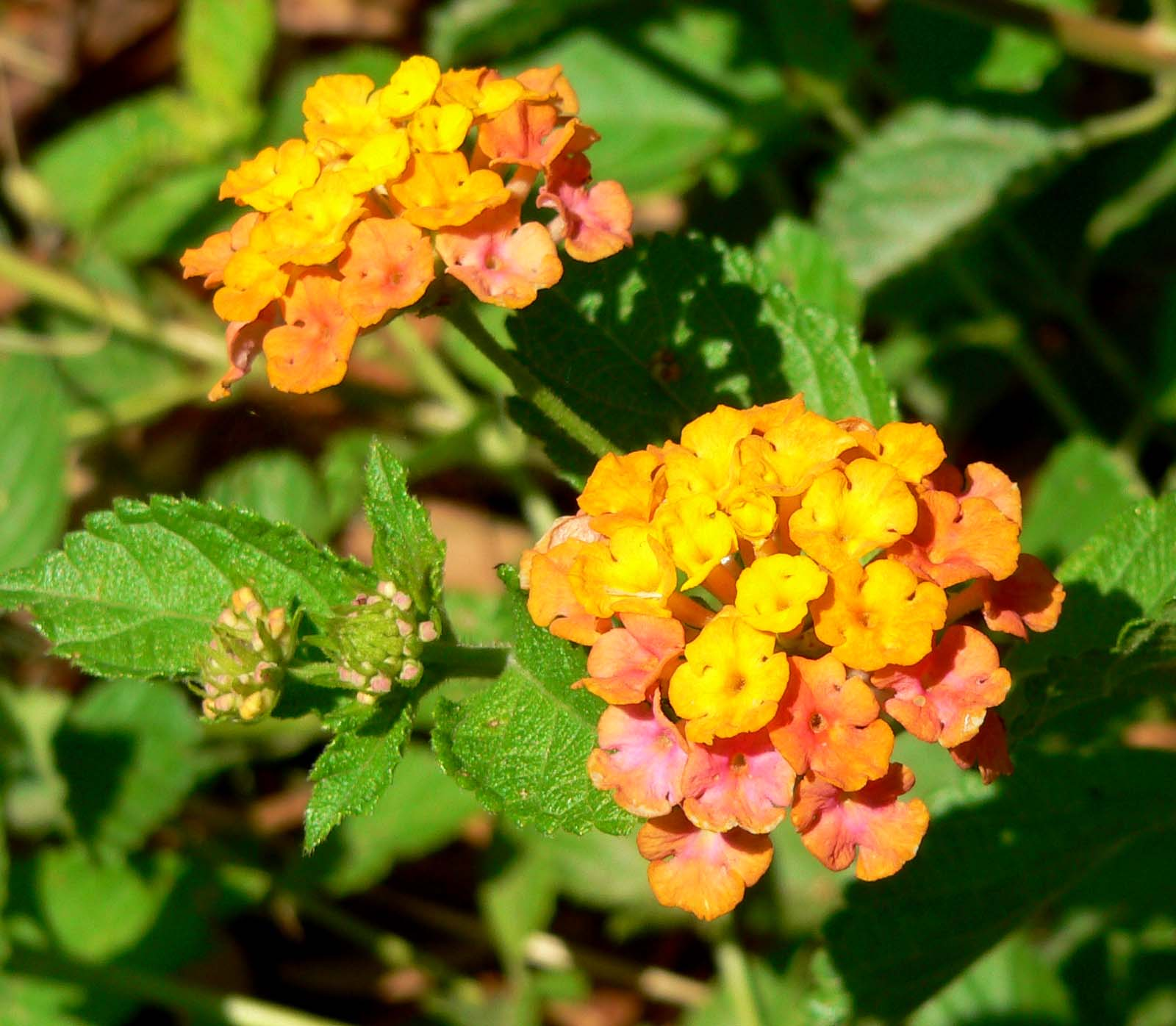
Lantana x 'Spreading Sunset'
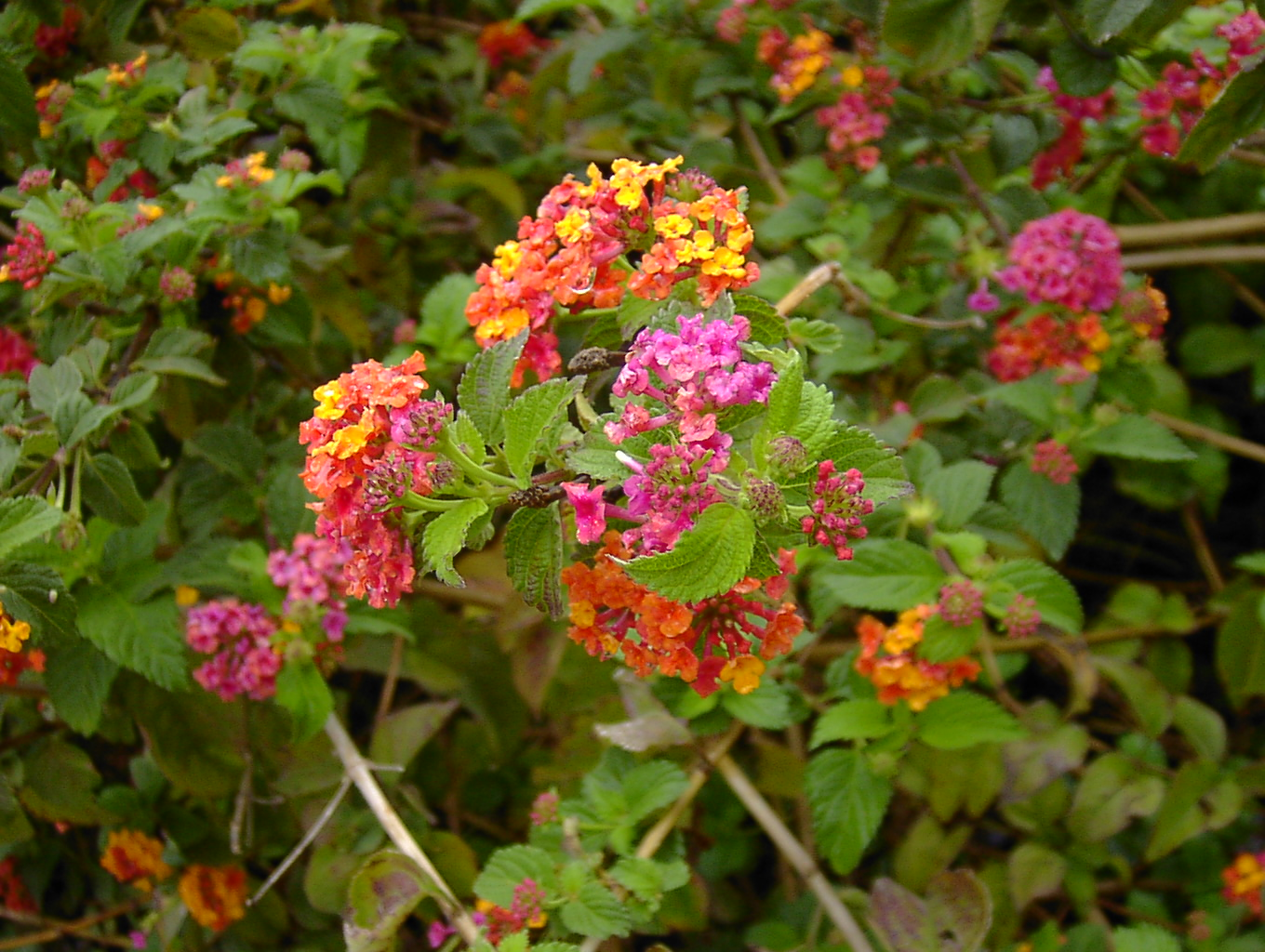
Lantana camara
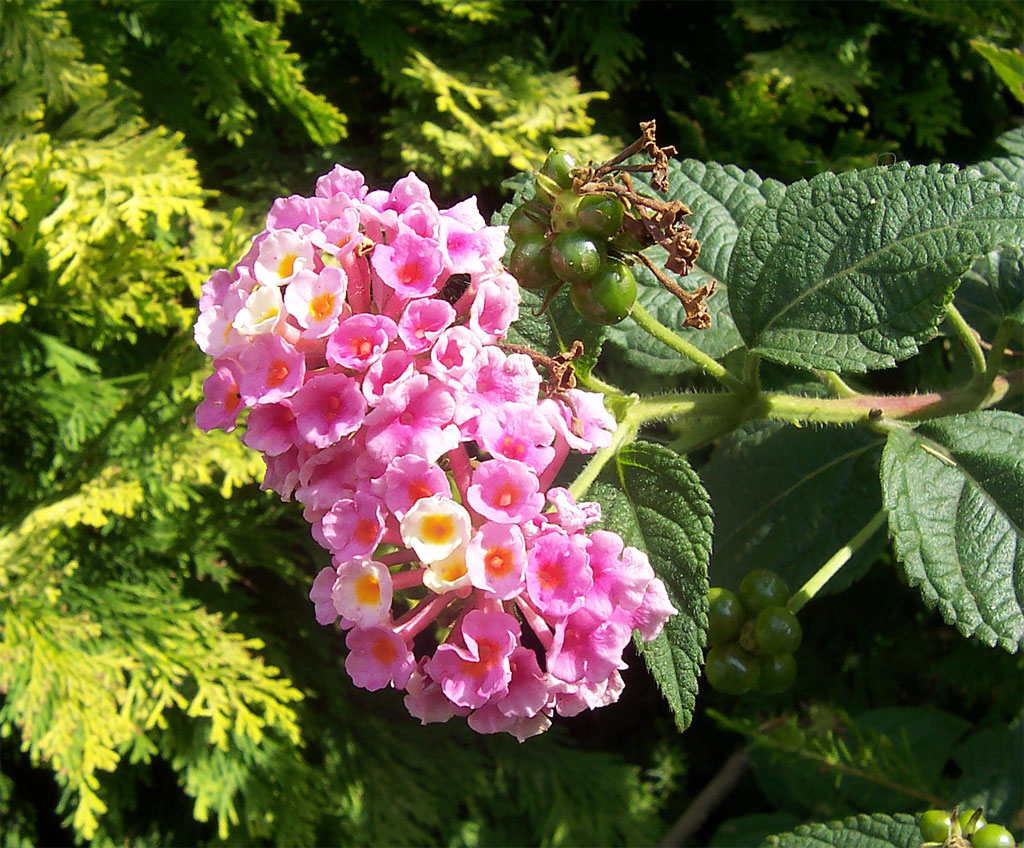
Lantana camara
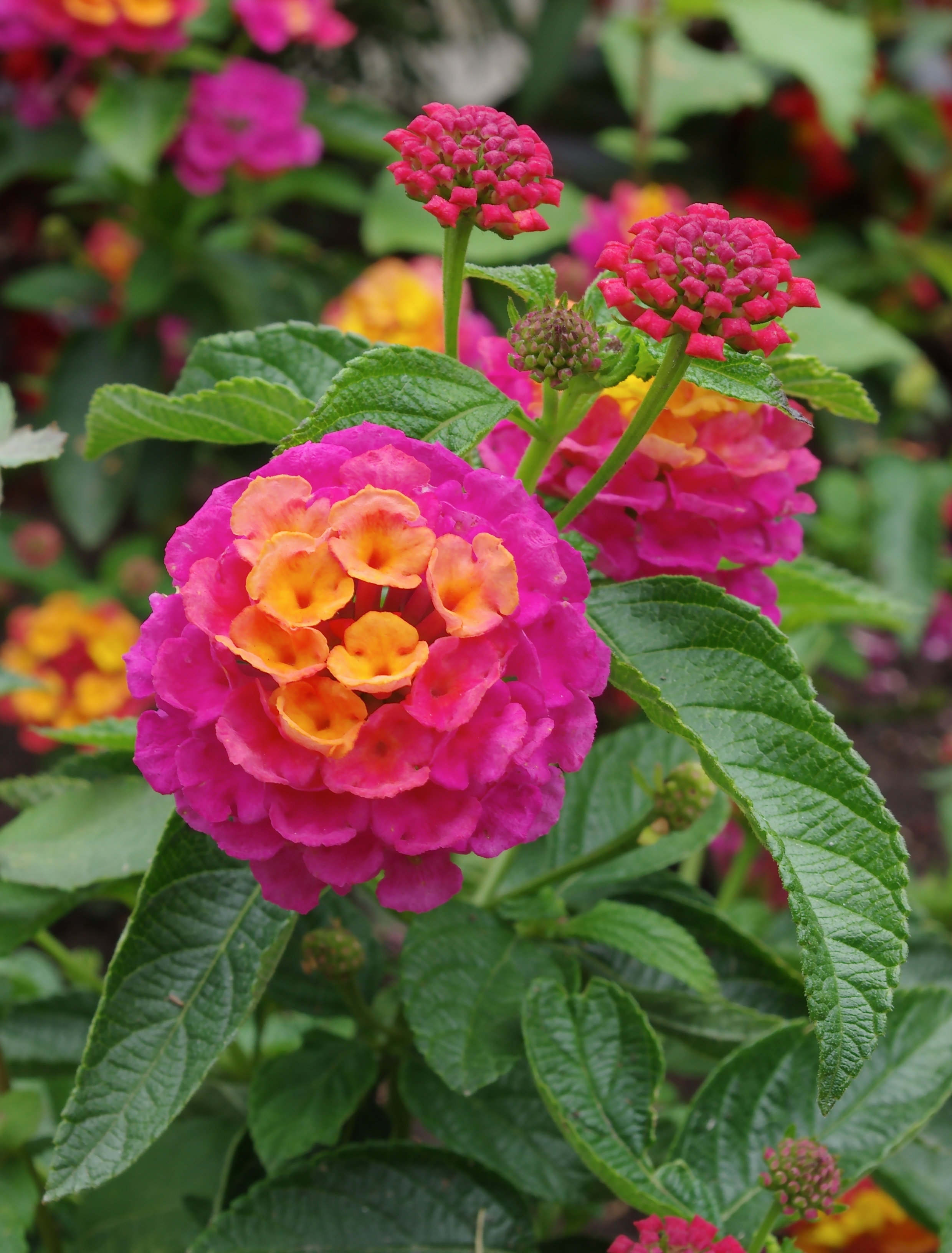
Lantana camara (cultivar)